# Grimmia pilosissima
Grimmia pilosissima är en bladmossart som beskrevs av Theodor Carl Karl Julius Herzog 1911. Grimmia pilosissima ingår i släktet grimmior, och familjen Grimmiaceae. Inga underarter finns listade i Catalogue of Life.